# Râul Cătina
Râul Cătina este un curs de apă, afluent al râului Măcăria. 

## Hărți
- Harta Munților Parâng [nefuncțională – arhivă]